# Gianluigi Zuddas
Gianluigi Zuddas (Carpi, 1943) es un escritor italiano adscrito a los géneros de la ciencia ficción y fantasía, que además trabaja como traductor para la Casa Editrice Nord entre otras editoriales.
Su primera novela titulada Amazon, ganó el Premio Italia en 1979, galardón del que fue acreedor nuevamente en 1982 y 1984 con Balthis l'avventuriera y I pirati del tempo respectivamente; en 1984 gana el Premio Europa como el mejor escritor europeo de ciencia ficción entregado en la Seacon de Brighton. Tras Le armi della Lupa (1989), detiene su trabajo literario por largo tiempo para volver en 2006 con C'era una volta un computer, que sería reeditado en Ucrania al año siguiente.

## Obras

### Novelas
- Amazon (1978)
- I pirati del tempo (1980), en coautoría con Luigi Cozzi.
- Balthis, l'avventuriera (1983).
- Le amazzoni del Sud (1983).
- Stella di Gondwana (1983).
- Le guerrieri degli abissi (1983).
- Il volo dell'angelo (1984).
- Le armi della Lupa (1989).
- C'era una volta un computer (2006).

### Cuentos
- L'amazzone e il sacerdote (1979).
- Per cercare Aurade (1981).
- Mitis degli Alicorni (1982).
- Babeeri (1982).
- Il ritorno di Lupa Bianca (1984).
- Luci di cristallo (1985).